# Adriano Vertemati
Adriano Vertemati (Milano, 14 aprile 1981) è un allenatore di pallacanestro italiano.

## Carriera

### Club
Ha iniziato ad allenare fin da giovanissimo, trascorrendo prima quattro anni nel settore giovanile della Forti e Liberi di Monza e poi due alla guida della prima squadra. Nel 2007 viene chiamato da Fabio Corbani alla Pallacanestro Treviso, con cui resta per quattro anni, in cui vince uno Scudetto Under-19 e trascorre una stagione da vice di Jasmin Repeša. Il 15 giugno 2011 viene scelto come nuovo tecnico della Blu Basket 1971; ricopre l'incarico per nove anni, rinnovando più volte con il club bergamasco e mettendosi in mostra come uno dei migliori tecnici della categoria.

L'8 luglio 2020 lascia la squadra di Treviglio, dopo aver collezionato 302 panchine totali; il 5 agosto seguente approda al Bayern Monaco, dove diventa il vice di Andrea Trinchieri. Il 15 giugno 2021 lascia la squadra tedesca e viene nominato nuovo allenatore della Pallacanestro Varese. Viene esonerato l'11 gennaio 2022, dopo aver vinto tre delle 13 partite disputate. Nel 2022-2023 ritorna nuovamente al Bayern Monaco per ricoprire il ruolo di vice allenatore.
Nell'estate del 2023 approda all'Amici Pallacanestro Udinese con un contratto triennale
Il 13 Aprile 2025 con l’Amici Pallacanestro Udinese, batte Rimini e conquista la promozione in Serie A1 LBA.

### Nazionale
Il 25 ottobre 2019 diventa il nuovo allenatore dell'Italia under 20

## Palmarès

### Club
- Campionato italiano dilettanti: 1

Amici Pall. Udinese: 2024-25

### Competizioni giovanili
- Scudetto Under-19:1

Treviso: 2010-2011

### Individuale
- Migliore allenatore della Serie A2: 1

Amici Pall. Udinese: 2024-25